# Festa della bandiera
La festa della bandiera è una rievocazione storica che si svolge annualmente nella cittadina di Morano Calabro, nei giorni intorno al 20 maggio (festività liturgica del patrono san Bernardino da Siena).

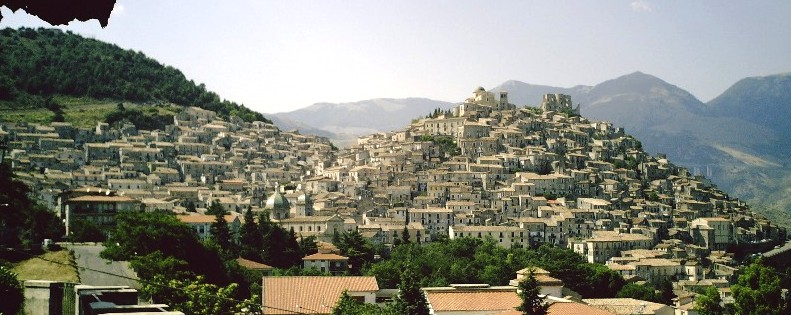
Veduta di Morano Calabro

## Storia
La decapitazione del Moro e la sua importanza storico-iconografica
La manifestazione rimanda a una storica battaglia altomedievale che, nel quadro delle incursioni saracene, vide vittoriosa la popolazione di Morano. Secondo la tradizione, nel combattimento (avvenuto probabilmente nel 1096 e tramandato come battaglia di Petrafocu dal nome della contrada, prospiciente la cittadina, in cui si svolse) uno dei saraceni - forse un capo di guarnigione - fu fatto prigioniero e in seguito decapitato. L'esibizione della testa sanguinante del saraceno lungo le strade del borgo fu il gesto che testimoniò alla popolazione l'avvenuta vittoria sui mori.

Lo stemma di Morano con la testa di moro

L'immagine della "testa di moro" che si richiama a tale evento storico, divenne in seguito un importante simbolo iconografico popolare e identitario. Apparve per la prima volta, come figura allegorica, in una cartella lapidea che sormonta la fontana cittadina di piazza San Nicola dall'anno 1561. Dopo alcune modifiche stemmologiche subite nel corso dei secoli, dal Cinquecento al Settecento, l'arme con la testa del saraceno è tuttora lo stemma del comune di Morano, in cui sovrasta tre colline raffiguranti i tre "borghi" e il motto latino "Vivat sub umbra" (= Viva nell'ombra [il Moro]), eloquente testimonianza del legame dei cittadini all'evento storico e del loro animo verso di esso.
Sono screditate le tesi che vedono un'attinenza fra l'episodio della battaglia di Petrafocu, la decapitazione del Moro e il nome di Morano. Le origini del borgo, infatti, si fanno risalire all'epoca della Magna Graecia, o per lo meno al II secolo a.C., come testimonia l'incisione del nome Muranum (o Summuranum) in diversi reperti: un'antica pietra miliare (il Lapis Pollae, II secolo a.C.), l'Itinerario di Antonino (II secolo), la Tabula Peutingeriana (III secolo); tutti di età anteriore alle incursioni musulmane.

## Origini della manifestazione
È sconosciuta la data esatta in cui la vicenda storica della decapitazione del Moro, gravata di rituali e simbologie, è stata tradotta in rievocazione. L'unico dato certo è la testimonianza della sospensione di questa, avvenuta nel 1806 (oltre, naturalmente, alla sua ripresa con costumi in stile rinascimentale nel 1996).

## Svolgimento della cerimonia
Un antico atto devozionale e identitario
L'impianto che la cerimonia aveva prima della soppressione del 1806 si è conservato piuttosto fedelmente nelle più recenti edizioni, eccezion fatta per alcune ottimizzazioni logistiche. La manifestazione non è una semplice rievocazione dell'evento storico, ma riproduce un antico rituale simbolico.
Tre sono i personaggi chiave dell'azione: il Mastrogiurato, il Castellano, il Notaro. Altre figure emblematiche sono, tradizionalmente, il Vice, il Sergente, i Giurati, l'Uomo di legge, il Mastro d'atti actoronius.
La cerimonia aveva inizio con il Mastrogiurato, rappresentante del popolo, che, seguito dalla sua famiglia, da un Giurato a piedi, dal Vice e dal Sergente, prima del vespero del 19 maggio si dirigeva verso il castello baronale in gran corteo, in silenzio e a tamburo battente.
Qui venivano ricevuti dal Castellano (custode delle prigioni dov'era conservata, fra l'altro, la "bandiera regia") e da un Notaro, al cui fianco era posta una seconda bandiera bianca con l'effigie di un saraceno. Era questa la cosiddetta "bandiera del Moro", simbolo della battaglia contro i saraceni ed emblema di identità civica.
Il Mastrogiurato, davanti al Notaro, stipulava un instrumentum (atto scritto) con cui si impegnava formalmente - dietro cauzione di mille ducati e a pena di amputazione della mano destra - a prendere in consegna la bandiera del Moro e a condurla solennemente lungo il tradizionale tragitto verso il monastero di San Bernardino, in fondo al paese.
La bandiera regia e quella del Moro, nelle mani del Mastrogiurato, venivano quindi condotte in corteo insieme ad altri oggetti, consegnati dal Castellano tramite altri Giurati e Messi comunali. Tali oggetti sono: una pistola, simbolo di difesa della patria; un mazzo di chiavi, in segno di affidamento delle porte cittadine alle mani del santo patrono; un mazzo di candele, a sancire la devozione del popolo. Il corteo, fattosi più serioso per il giuramento prestato, si incamminava allora in direzione di un'altura rivolta verso l'abitato, dove il Mastrogiurato lasciava sventolare il vessillo del Moro fra le sue mani.
La bandiera veniva quindi riavvolta, per essere condotta al monastero. Qui il Mastrogiurato, riposte la pistola, le chiavi e le candele ai piedi del simulacro di San Bernardino, si dirigeva verso un luogo chiamato lo forno, dove inalberava la "bandiera del Moro".
Il 20 maggio, ovvero il mattino seguente, si teneva (e si tiene tuttora) la fiera del santo patrono. Fino all'edizione del 1806, il Mastrogiurato, scortato dal Vice e dal Sergente, si dirigeva verso lo forno; qui erano raggiunti da un Uomo di legge (assessore) e da un Mastro d'atti actoronius (cancelliere). Questi ultimi due personaggi coadiuvavano il Mastrogiurato nell'attività di giurisdizione sulle controversie fra privati che fossero insorte durante la fiera, per un valore non eccedente i sei ducati e per tutta la durata della settimana seguente. Il Mastrogiurato infatti assommava alla sua carica quella cosiddetta di Mastromercato.
Seguiva la messa solenne nel monastero di San Bernardino, dove veniva condotta la bandiera e si consegnavano le offerte votive. Per tutta la settimana seguente, la bandiera del Moro restava esposta al forno; negli stessi giorni, inoltre, uno sbandieratore doveva girare le piazze cittadine e far volteggiare una bandiera a quadri di vari colori. Al termine della settimana, la bandiera del Moro e tutti gli oggetti venivano riconsegnati al Castellano, e i personaggi decadevano da ogni ruolo o carica rivestiti durante la celebrazione.
Nelle più recenti edizioni, la Festa della Bandiera si è arricchita di scenografie, cortei in costume di epoca rinascimentale, sbandieratori e uomini d'arme. Fino a pochi anni fa, la manifestazione si svolgeva su un palco in cui era raffigurato un castello realizzato nel 1997 dallo scenografo Nicola Curri. A partire dal 2011 invece, la cerimonia della consegna della Bandiera si svolge (così come avveniva prima del 1806) all'interno dell'antico Castello Normanno-Svevo, situato sulla sommità dell'abitato ed il quale è stato recentemente ristrutturato. Il pubblico, attraverso un sistema di amplificatori, prende parte all'azione e alle formule rituali. La forma serpeggiante e la posizione rialzata della strada in cui sfilano i cortei storici ne rende godibili i passaggi.
Allo svolgimento tradizionale gli organizzatori hanno affiancato l'ambientazione in un preciso contesto storico (il tardo Cinquecento), poiché è probabile (ma non attestato) che in questo periodo si siano svolte le primissime edizioni della festa.